# Madman Across the Water
Az 1971-es Madman Across the Water Elton John negyedik nagylemeze. A címadó dal eredetileg a Tumbleweed Connection-ön jelent volna meg, de félrerakták, majd később újra rögzítették. A dal eredeti változata hallható Tumbleweed Connection CD-kiadásán.
Ez az album érte el a legkisebb sikereket a listákon (debütáló albuma után) az Egyesült Királyságban, csak a 41. helyig jutott. Az Egyesült Államokban 1972 elejére a 8. helyet szerezte meg. Szerepel az 1001 lemez, amit hallanod kell, mielőtt meghalsz című könyvben.

## Az album dalai
|    | Cím                     | Szerző(k)                 | Hossz |
| -- | ----------------------- | ------------------------- | ----- |
| 1. | Tiny Dancer             | Elton John, Bernie Taupin | 6:15  |
| 2. | Levon                   | John, Taupin              | 5:22  |
| 3. | Razor Face              | John, Taupin              | 4:44  |
| 4. | Madman Across the Water | John, Taupin              | 5:56  |
| 5. | Indian Sunset           | John, Taupin              | 6:45  |
| 6. | Holiday Inn             | John, Taupin              | 4:16  |
| 7. | Rotten Peaches          | John, Taupin              | 4:56  |
| 8. | All the Nasties         | John, Taupin              | 5:08  |
| 9. | Goodbye                 | John, Taupin              | 1:48  |

## Helyezések

### Album
| Év   | Lista                | Helyezés |
| ---- | -------------------- | -------- |
| 1972 | Brit albumlista      | 41       |
| 1972 | Billboard Pop Albums | 8        |

### Kislemezek
| Év   | Kislemez    | Lista                 | Helyezés |
| ---- | ----------- | --------------------- | -------- |
| 1972 | Levon       | Billboard Pop Singles | 24       |
| 1972 | Tiny Dancer | Billboard Pop Singles | 41       |

## Közreműködők
- Tiny Dancer (rögzítve 1971. augusztus 9-én)
  - Roger Pope – dob
  - David Glover – basszusgitár
  - Caleb Quaye – elektromos gitár
  - BJ Cole – steel gitár
  - Davey Johnstone – akusztikus gitár
  - Elton John – zongora
  - Lesley Duncan, Sue & Sunny, Barry St. John, Liza Strike, Roger Cook, Tony Burrows, Terry Steele, Dee Murray, Nigel Olsson – háttérvokál
  - Paul Buckmaster – hangszerelés
- Levon (rögzítve 1971. február 27-én)
  - Barry Morgan – dob
  - Brian Odgers – basszusgitár
  - Brian Dee – harmónium
  - Caleb Quaye – elektromos gitár
  - Elton John – zongora
  - Paul Buckmaster – hangszerelés
- Razor Face (rögzítve 1971. augusztus 9-én)
  - Roger Pope – dob
  - David Glover – basszusgitár
  - Caleb Quaye – elektromos gitár
  - Rick Wakeman – orgona
  - Jack Emblow – harmonika
  - Elton John – zongora
- Madman Across The Water (rögzítve 1971. augusztus 14-én)
  - Terry Cox – dob
  - Herbie Flowes –  elektromos basszusgitár
  - Davey Johnstone – akusztikus gitár
  - Ray Cooper – ütőhangszerek
  - Chris Spedding – elektromos gitár
  - Diana Lewis – ARP szintetizátor
  - Rick Wakeman – orgona
  - Elton John – zongora
  - Paul Buckmaster – hangszerelés
- Indian Sunset (rögzítve 1971. augusztus 14-én)
  - Terry Cox – dob
  - Herbie Flowes –  elektromos basszusgitár
  - Chris Laurance –  akusztikus basszusgitár
  - Elton John – zongora
  - Cantores em Ecclesia Choir, vezényel Robert Kirby
  - Paul Buckmaster – hangszerelés
- Holiday Inn (rögzítve 1971. augusztus 9-én)
  - Roger Pope – dob
  - David Glover – basszusgitár
  - Caleb Quaye – elektromos gitár
  - Davey Johnstone – mandolin és szitár
  - Elton John – zongora
  - Lesley Duncan, Sue & Sunny, Barry St. John, Liza Strike, Roger Cook, Tony Burrows, Terry Steele Dee Murray, Nigel Olsson – háttérvokál
  - Paul Buckmaster – hangszerelés
- Rotten Peaches (rögzítve 1971. augusztus 14-én)
  - Herbie Flowes –  elektromos basszusgitár
  - Terry Cox – dob
  - Ray Cooper – tamburin
  - Chris Speddin – slide gitár
  - Davey Johnstone – akusztikus gitár
  - Rick Wakeman – orgona
  - Diana Lewis – ARP szintetizátor
  - Elton John – zongora
  - Lesley Duncan, Sue & Sunny, Barry St. John, Liza Strike, Roger Cook, Tony Burrows, Terry Steele Dee Murray, Nigel Olsson – háttérvokál
- All The Nasties (rögzítve 1971. augusztus 11-én)
  - Nigel Olsson – dob
  - Dee Murray – basszusgitár
  - Ray Cooper – tamburin
  - Elton John – zongora
  - Cantores em Ecclesia Choir, vezényel Robert Kirby
  - Paul Buckmaster – hangszerelés
- Goodbye (rögzítve 1971. február 27-én)
  - Elton John – zongora
  - Paul Buckmaster – hangszerelés

## Fordítás
Ez a szócikk részben vagy egészben a Madman Across the Water című angol Wikipédia-szócikk ezen változatának fordításán alapul.  Az eredeti cikk szerkesztőit annak laptörténete sorolja fel. Ez a jelzés csupán a megfogalmazás eredetét és a szerzői jogokat jelzi, nem szolgál a cikkben szereplő információk forrásmegjelöléseként.